# Matthias Schömann-Finck
Matthias Schoemann-Finck est un rameur allemand, né le 5 mars 1979.

## Palmarès

### Championnats du monde d'aviron
- 2003 à Milan,  Italie
  -  Médaille de bronze quatre de couple poids légers
- 2004 à Banyoles,  Espagne
  -  Médaille de bronze quatre de couple poids légers
- 2006 à Eton,  Royaume-Uni
  -  Médaille d'argent huit barré
- 2007 à Munich,  Allemagne
  -  Médaille d'argent huit barré
- 2008 à Ottensheim,  Autriche
  -  Médaille d'argent huit barré
- 2009 à Poznań,  Pologne
  -  Médaille d'or quatre de pointe poids légers

### Championnats d'Europe d'aviron
- 2009 à Brest,  Biélorussie
  -  Médaille d'argent en quatre de pointe poids légers